# Dictyonella alangii
Dictyonella alangii är en svampart som beskrevs av Hansf. & Thirum. 1948. Dictyonella alangii ingår i släktet Dictyonella och familjen Saccardiaceae.   Inga underarter finns listade i Catalogue of Life.